# Arnót
Arnót är en ort i Ungern.   Den ligger i provinsen Borsod-Abaúj-Zemplén, i den nordöstra delen av landet, 150 km nordost om huvudstaden Budapest. Arnót ligger 112 meter över havet och antalet invånare är 2 493.
Terrängen runt Arnót är platt. Runt Arnót är det ganska tätbefolkat, med 172 invånare per kvadratkilometer. Närmaste större samhälle är Miskolc, 6,5 km sydväst om Arnót. Trakten runt Arnót består till största delen av jordbruksmark.